# 麦克林 (杂志)
麦克林是一本编辑总部设在加拿大多伦多的新闻杂志，主要报道加拿大政治新闻、流行文化和热点话题。

## 历史
《麦克林》杂志于1905年10月由加拿大多伦多的出版商约翰·贝恩·麦克林创立，最初名为“商业杂志”（The Business Magazine），1911年被定名为《麦克林》并沿用至今。该杂志自1906年2月开始推出“封面故事”，并定位为“报道加拿大人自己的故事”。1919年，该杂志的发行量达到7万本；次年2月，麦克林发行周期由每月一次变为每月两次。第二次世界大战期间，麦克林面向前线将士推出不含广告的海外版特刊，包括了加拿大摄影师尤瑟夫·卡希和战地记者莱昂内尔·夏皮罗的作品、圣诞故事、畅销书作家赛珍珠的专栏等内容，海外版特刊于1946年2月停止发行。战后麦克林杂志的发展受魁北克独立运动的影响一度因亏损而减少发行量，70年代后发展平稳，于1975年在温哥华、卡尔加里、哈利法克斯等7座城市建立编辑部，并从1978年9月起成为周刊。 1994年，麦克林杂志被加拿大通讯业巨头罗渣士通讯集团收购。

## 內容
《麦克林》杂志目前主要报道加拿大本国主流文化，涵盖热点政治话题、商业故事、教育、健康、科技、环保等方面，立场较为保守主義，曾因关于亚裔和穆斯林的文章受到争议。该杂志每年11月刊登麦克林大学排行榜（Maclean's University Rankings）。

## 大學排名

《麥克林》2015年大學排名版封面

該雜誌的大學排名主要分为医博类（Medical Doctoral）、综合类（Comprehensive）和基础本科类（Primarily Undergraduate）三类排名，并在2006年起于每年三月发布名为《麦克林大学指南》（Maclean's Guide to Canadian Universities）的特刊，旨在指导高中毕业生和大学新生的适应大学生活。但2006至2007年间安大略省部分研究型大学宣布抵制麦克琳杂志排名，其中西安大略大学及多倫多大學等声明“不参与任何排名，学校不对外提供任何资料数据”降低了该排名的权威性。

## 外部連結
- Maclean's website（页面存档备份，存于）
- macleans.ca: Universities（页面存档备份，存于）